# Tours Société Générale
Tours Société Générale (Tours Chassagne et Alicante) är två dubbla kontorsskyskrapor i La Défense väster om Paris. Ingången till dessa torn ligger i Puteaux, men gränsen mellan kommunerna Puteaux och Nanterre passerar mellan de två tornen.
Byggd 1995 på uppdrag av Société Générale bank av arkitekterna Michel Andrault, Pierre Parat och Nicolas Ayoub, mäter de båda 167 meter höga. Det södra tornet heter Chassagne och det norra tornet Alicante, den första vita huset från Chassagne medan den andra innehåller röd marmor från Alicante. De två tornen är åtskilda med cirka fyrtio meter. Båda har en brant sluttande topp.